# Sambus
Sambus — род жуков-златок.

## Распространение
Афротропика, Ориентальная область, Индонезия, Новая Гвинея, Фиджи, Япония, Австралия.

## Описание
Широкотелые златки тёмного бронзового цвета. (Фотография 1 (недоступная ссылка). Фотография 2 (недоступная ссылка))

## Систематика
Известно около 150 видов. Род относится к трибе Agrilini Laporte, 1835 (Agrilinae).
- Род Sambus Deyrolle, 1864[4]
  - Sambus achilles Obenberger, 1940
  - Sambus adonis Obenberger, 1924
  - Sambus aeneas Obenberger, 1940
  - Sambus aeneicollis Fisher, 1921
  - Sambus aeneus Kerremans, 1900
  - Sambus aethiopicus Obenberger, 1935
  - Sambus africanus Kerremans, 1903
  - Sambus lafertei Deyrolle 1864 typus